# Zevgolatió (ort i Grekland)
Zevgolatió (Zevgolatio) är en ort i Grekland.   Den ligger i prefekturen Nomós Serrón och regionen Mellersta Makedonien, i den norra delen av landet, 300 km norr om huvudstaden Aten. Zevgolatió ligger 31 meter över havet och antalet invånare är 450.
Terrängen runt Zevgolatió är platt åt nordost, men åt sydväst är den kuperad. Runt Zevgolatió är det ganska tätbefolkat, med 62 invånare per kvadratkilometer. Närmaste större samhälle är Sidirókastro, 18,8 km nordost om Zevgolatió. Trakten runt Zevgolatió består till största delen av jordbruksmark.